# (5585) Parks
(5585) Parks es un asteroide perteneciente a asteroides que cruzan la órbita de Marte descubierto el 28 de junio de 1990 por Eleanor F. Helin desde el Observatorio del Monte Palomar, Estados Unidos.

## Designación y nombre
Designado provisionalmente como ks (1990 M. Fue nombrado Parks en honor a Robert J. Parks, líder en la exploración del Sistema Solar. Al principio de su carrera en el Laboratorio de Propulsión a Chorro Caltech, desarrolló el control de radio y la telemetría para los primeros misiles guiados. A medida que estas técnicas evolucionaron para convertirse en la base para el control y la comunicación con las naves espaciales interplanetarias, a Parks se le asignó la responsabilidad general de las primeras misiones a Mercurio, Venus y Marte, así como para el primer módulo de aterrizaje lunar de EE. UU., "Surveyor" y el "Voyager", misiones a Júpiter, Saturno, Urano y Neptuno. Su posición final en el Laboratorio de Propulsión a Chorro fue subdirector, pero durante todas sus designaciones, su tarea fue la misma: asegurarse de que las misiones de vuelo funcionaran. Debido a su experiencia y dedicación, lo consiguió.

## Características orbitales
Parks está situado a una distancia media del Sol de 2,712 ua, pudiendo alejarse hasta 3,793 ua y acercarse hasta 1,630 ua. Su excentricidad es 0,398 y la inclinación orbital 28,59 grados. Emplea 1631,40 días en completar una órbita alrededor del Sol.

## Características físicas
La magnitud absoluta de Parks es 14. Está asignado al tipo espectral Ch según la clasificación SMASSII.